# Lathrop (Califòrnia)
Lathrop és una població dels Estats Units a l'estat de Califòrnia. Segons el cens del 2008 tenia 17.429 habitants.

## Demografia
Segons el cens del 2000, Lathrop tenia 10.445 habitants, 2.908 habitatges, i 2.483 famílies. La densitat de població era de 246,2 habitants/km².
Dels 2.908 habitatges en un 51,1% hi vivien nens de menys de 18 anys, en un 65,9% hi vivien parelles casades, en un 13,4% dones solteres, i en un 14,6% no eren unitats familiars. En el 10,4% dels habitatges hi vivien persones soles el 2,9% de les quals corresponia a persones de 65 anys o més que vivien soles. El nombre mitjà de persones vivint en cada habitatge era de 3,59 i el nombre mitjà de persones que vivien en cada família era de 3,82.
Per edats la població es repartia de la següent manera: un 34,8% tenia menys de 18 anys, un 9% entre 18 i 24, un 32% entre 25 i 44, un 18,1% de 45 a 60 i un 6% 65 anys o més.
L'edat mediana era de 30 anys. Per cada 100 dones de 18 o més anys hi havia 98,8 homes.
La renda mediana per habitatge era de 55.037 $ i la renda mediana per família de 57.319 $. Els homes tenien una renda mediana de 40.406 $ mentre que les dones 27.028 $. La renda per capita de la població era de 16.032 $. Entorn del 7,7% de les famílies i el 9,3% de la població estaven per davall del llindar de pobresa.

## Poblacions més properes
El següent diagrama mostra les poblacions més properes.